# Vezzano
Vezzano – miejscowość i gmina we Włoszech, w regionie Trydent-Górna Adyga, w prowincji Trydent.
Według danych na rok 2004 gminę zamieszkiwały 1973 osoby, 63,6 os./km².
1 stycznia 2016 została zlikwidowana.